# Jean Van Buggenhout
Jean Van Buggenhout (Schaerbeek, 15 gennaio 1905 – Schaerbeek, 1º giugno 1974) è stato un dirigente sportivo e pistard belga.
Nel 1928 prese parte ai Giochi olimpici di Amsterdam gareggiando nell'inseguimento a squadre, fu poi professionista dal 1929 al 1939.
È oggi celebre per essere stato il procuratore di Eddy Merckx, avendo influito in molte delle scelte che il ciclista belga prese nell'arco della sua carriera.

## Palmarès
- 1935

Prix Houlier-Comès, Americana (con Michel Van Vlockhoven)
- 1936

Sei giorni di Saint-Étienne (con Piet van Kempen)
- 1937

Sei giorni di Saint-Étienne (con Piet van Kempen)

## Piazzamenti

### Competizioni mondiali
- Giochi olimpici

Amsterdam 1928 - Inseguimento a squadre: 6º